# Diagrapta oxydercina
Diagrapta oxydercina är en fjärilsart som beskrevs av George Francis Hampson 1926. Diagrapta oxydercina ingår i släktet Diagrapta och familjen nattflyn. Inga underarter finns listade i Catalogue of Life.